# Huevo publicidad
La huevo publicidad es un soporte publicitario creado por la empresa Eggfusion, que consiste en imprimir mensajes publicitarios en huevos de gallina utilizando la tecnología láser que solo afecta un 5 % al grosor de la cáscara del huevo y no afecta ni su sabor ni su consistencia.
Este soporte publicitario está segmentado a mujeres de entre 22 y 54 años, que por lo general son las que realizan las compras de comida.

## En la actualidad
En el año 2006, la cadena de televisión estadounidense CBS imprimió más de 35 millones de huevos con mensajes publicitarios que anuncian sus series, y fueron repartidos en supermercados.
En el año 2007, siguiendo con la iniciativa de la CBS, se imprimieron huevos en Japón con mensajes publicitarios que anunciaban pasta china al pollo y fueron repartidos en numerosos establecimientos.